# Софроний II Анхиалски
Софроний (на гръцки: Σωφρόνιος, Софрониос) е гръцки духовник, митрополит на Вселенската патриаршия.

## Биография
Роден е през 1789 година в Митилини на Лесбос. През август 1831 година Софроний е избран за анхиалски митрополит. Митрополитът е така ценен от анхиалската община, че анхиалци успяват в 1836 година да предотвратят преместването му в Херцеговинската епархия.
На 7 март 1847 година Софроний е преместен като еноски митрополит. На 24 август 1850 година заема критския митрополитски престол. На 14 декември 1850 година подава оставка. През февруари 1851 година отново заема катедрата в Енос. Умира през юли 1855 година.